# Länsväg 103
De Zweedse weg 103 (Zweeds: Länsväg 103) is een provinciale weg in de provincie Skåne län in Zweden en is circa 6 kilometer lang. De weg ligt in het meest zuidelijke deel van Zweden.

## Plaatsen langs de weg
- Lund
- Lomma

## Knooppunten
- Riksväg 16 bij Lund
- Länsväg 108: gezamenlijk tracé over zo'n 2 kilometer, bij Lund (begin)
- E6/E20 bij Lomma